# Oleh Ljaschko
Oleh Walerijowytsch Ljaschko (ukrainisch Олег Валерійович Ляшко; * 3. Dezember 1972 in Tschernihiw, Ukrainische SSR) ist ein ukrainischer Politiker, Mitglied der Werchowna Rada und ehemaliger Journalist. Er ist Vorsitzender der Radikalen Partei Oleh Ljaschkos.

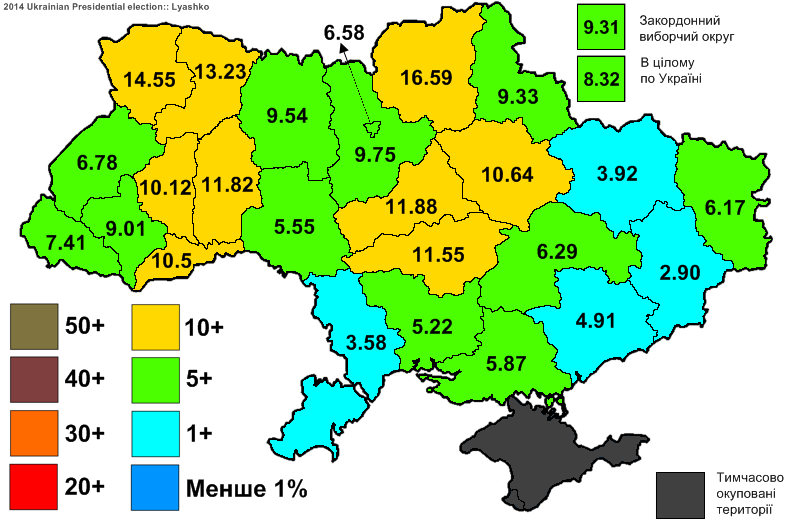
Wahlergebnisse bei der Präsidentschaftswahl 2014 für Ljaschko nach Oblast

## Leben
Ljaschko wurde am 3. Dezember 1972 in Tschernihiw geboren, wuchs jedoch im Dorf Lysyne (Лизине) nahe Bilokurakyne im Osten der Ukraine auf. 1998 studierte er an der Nationalen Pädagogischen Universität in Charkiw. Ljaschko war in mehrere Skandale verwickelt, so in einen Skandal um eine angebliche Homosexualität im Jahr 2010. Er ist verheiratet und hat eine Tochter.

### Politische Aktivität
Ljaschko wurde bei den Parlamentswahlen 2006 erstmals in die Rada gewählt und bei den Wahlen 2007 wiedergewählt, er kandidierte jeweils auf der Liste des Blok Juliji Tymoschenko. 2010 wurde er aus der Vaterlands-Partei wegen Zusammenarbeit mit der Partei der Regionen ausgeschlossen. Seit 2011 ist er Vorsitzender der Radikalen Partei. Bei der Parlamentswahl 2012 konnte Ljaschko in seinem Wahlkreis in der Oblast Tschernihiw ein Direktmandat erreichen und erhielt so erneut einen Sitz in der Werchowna Rada.
Bei der Präsidentschaftswahl in der Ukraine am 25. Mai 2014 trat er als Kandidat für das Amt des Präsidenten an und erhielt 8,33 % der Stimmen. Damit erreichte er hinter Petro Poroschenko und Julija Tymoschenko das drittbeste Ergebnis. In seiner Heimatoblast Tschernihiw erhielt er sogar 16,59 % der abgegebenen Stimmen.
Während der Krise in der Ukraine 2014 vertrat Ljaschko Positionen, die als nationalistisch bzw. als populistisch bewertet wurden. Auch fiel er mit zum Teil militanten Forderungen und Aktionen auf. So war Ljaschko im März 2014 an der Verhaftung eines prorussischen Politikers in Luhansk beteiligt, verwies im Juni 2014 unter Anwendung von körperlicher Gewalt ein Fernsehteam des russischen Fernsehens aus dem ukrainischen Parlament und bekannte sich zum Sturm eines Verwaltungsgebäudes in Tores in der Oblast Donezk, bei dem zwei Menschen getötet und ein weiterer verletzt worden waren. Im Mai 2014 bekannte sich Ljaschko auf seiner Website zur Festnahme und zu einem Verhör des prorussischen Aktivisten Igor Kakidzianow. Laut einem Bericht von Amnesty International beweisen Videoaufnahmen eine direkte Beteiligung Ljaschkos und einer Gruppe bewaffneter Männer an der Misshandlung des bereits verletzten Kakidzianow und einem weiteren Mann in der Nähe des Flughafens Mariupol am 7. Mai 2014. Anfang August 2014 warf Amnesty International Ljaschko vor, eine Kampagne der Gewalt, Einschüchterung und Entführung zu führen und auf diese Art die Normen des Völkerrechts zu verletzen. Der ukrainische Politologe Anton Schechowzow bezeichnete Ljaschko als „Populisten ohne Ideologie“. Seine Partei profitiere davon, dass in der ukrainischen Gesellschaft der Gedanke weit verbreitet sei, die Regierung tue nicht genug gegen die russische Aggression. Das Protokoll von Minsk wurde von Ljaschko im September 2014 als „verschleierte Form einer Kapitulation Poroschenkos“ vor Putin bezeichnet.
Ljaschko ist Mitbegründer des freiwilligen ukrainischen Kampfverbandes Bataillon Schachtar.
Ljaschko wurde bei der Parlamentswahl in der Ukraine am 26. Oktober 2014 mit seiner Radikalen Partei fünftstärkste Kraft in der Werchowna Rada.
Als Präsidentschaftskandidat bei der Präsidentschaftswahl in der Ukraine 2019 erreichte er mit 5,48 % den 7. Platz.
Die Radikale Partei Oleh Ljaschkos nahm auch im Jahr 2019 an der Parlamentswahl teil, erreichte jedoch weniger als 5 Prozent der Stimmen und ist seitdem nicht mehr in der Werchowna Rada vertreten.